# Francisco de Hollanda
Francisco de Hollanda (anche menzionato come Francisco de Holanda) (Lisbona, 6 settembre 1517 – Lisbona, 1585) è stato un pittore, teorico dell'arte, miniaturista portoghese.
Fu il maggior esponente della cultura rinascimentale nel Portogallo. La sua importanza culturale e storica è legata alla sua opera teorica ed in particolare al trattato De Pintura Antiga in cui espone una completa teoria estetica incentrata sul Neoplatonismo e sulla figura di Michelangelo.

## Biografia

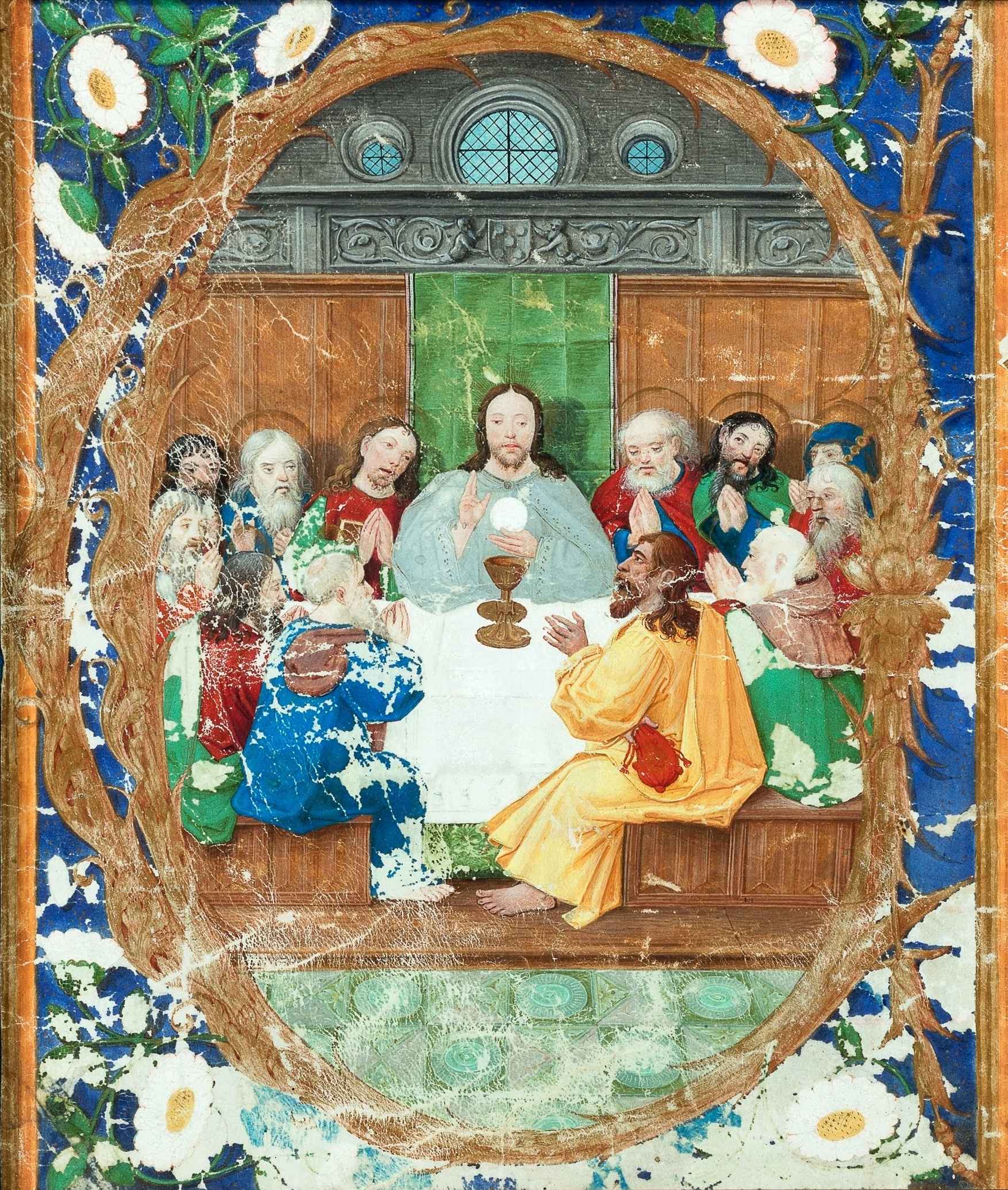
Miniatura dell'Ultima Cena di Francisco de Hollanda

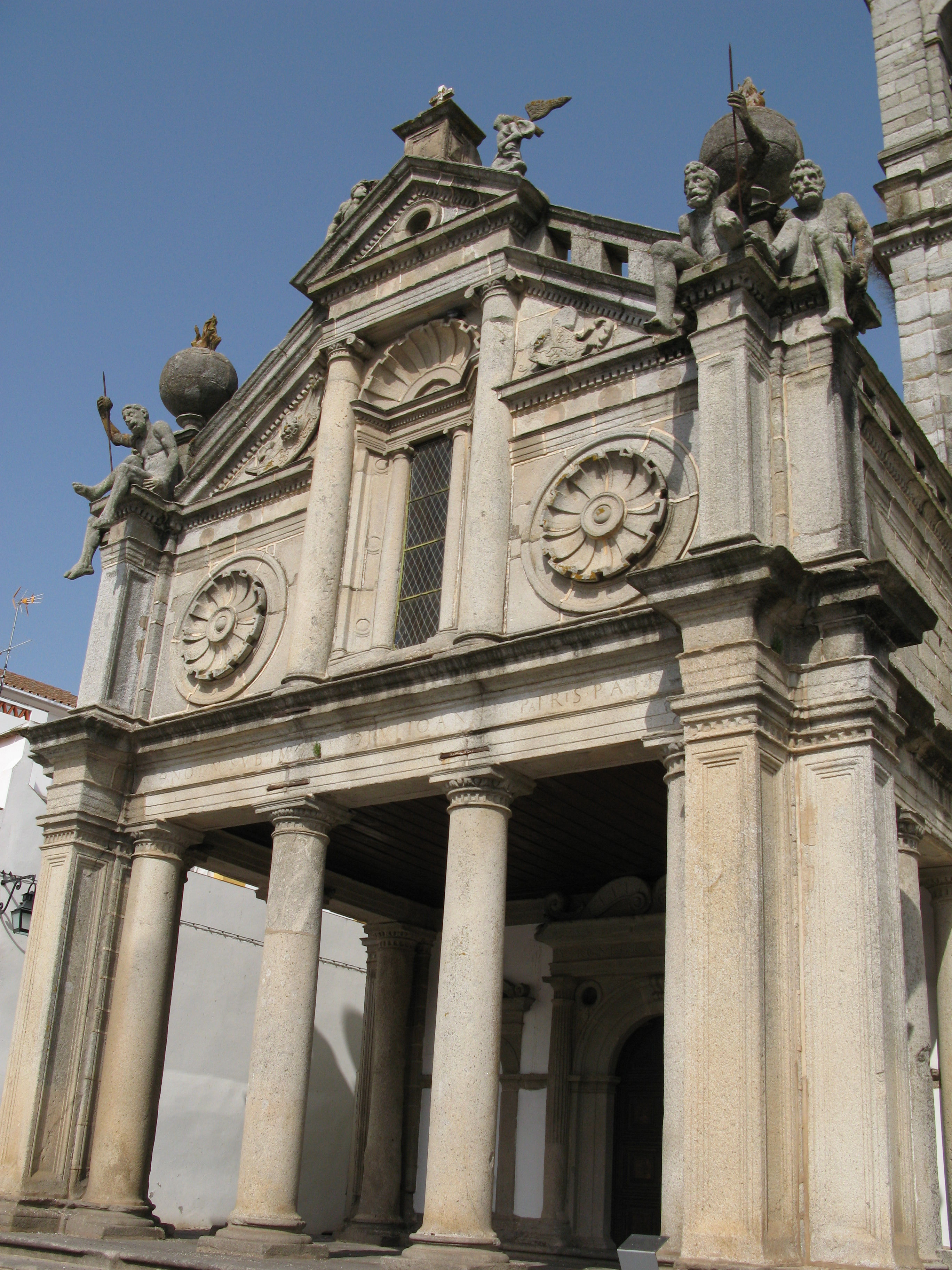
Facciata della Chiesa di Nostra Signora della Grazia

Iniziò la sua carriera artistica come miniaturista sulle orme del padre António, di origine fiamminga, che lavorava per la corte portoghese. Crebbe in un ambiente culturalmente molto vivace e dal 1538, per alcuni anni, studiò e viaggiò in Italia. A Roma frequentò il circolo di Vittoria Colonna ed ebbe modo di conoscere i grandi artisti del momento e soprattutto Michelangelo, allora impegnato nell'esecuzione del Giudizio universale, che segnò indelebilmente la sua biografia culturale. Ebbe modo anche di studiare le antichità classiche. Fu anche a Venezia dove conobbe Serlio.
Dal suo viaggio in Italia riporta una serie di disegni, raggruppati in un album, sui resti archeologici e l'arte italiana del periodo.
Ritornato nel Portogallo ottenne commissioni dalla corte e dall'arcivescovo di Evora senza tuttavia riuscire nel suo intento di diffondere la cultura classicista in Portogallo.. Anche le sue grandi aspirazioni architettoniche trovarono solo un'occasione progettuale: la facciata della chiesa di Nostra Signora della Grazia a Evora. Dipinse ritratti che non ci sono giunti e si dedicò nuovamente alla miniatura, ed alle incisioni di cui lasciò una raccolta dal titolo De aetatibus mundi imagines.
Deluso dalla mancanza di considerazione della corte nei suoi confronti si ritirò in campagna e si dedicò allo studio ed alla scrittura.
La sua ampia opera teorica, fu influenzata dal classicismo rinascimentale italiano e dal neoplatonismo nel concetto di "idea" come principio dell'arte, espressa nel "disegno", contenuto essenziale di ogni opera..
Nel suo trattato in due parti sulla natura dell'arte De Pintura Antiga, scritto verso il 1548, esprime la necessità per l'artista di richiamarsi sia alla natura che agli antichi. L'opera è dominata dalla gigantesca figura Michelangelo che nella seconda parte del trattato conosciuta come Dialoghi romani, interviene come personaggio, esprimendo le proprie idee estetiche in dialoghi con lo stesso de Hollanda.. Tuttavia anche i suoi scritti passarono inosservati e il suo trattato rimase inedito fino al XIX secolo.